# ふるや紙
ふるや紙(ふるやがみ)とは、金箔作りに使用される紙である、箔打紙の一つ。江戸時代頃より皮脂を拭う用途として定着し、現在ではあぶらとり紙として使われている。

## 概要

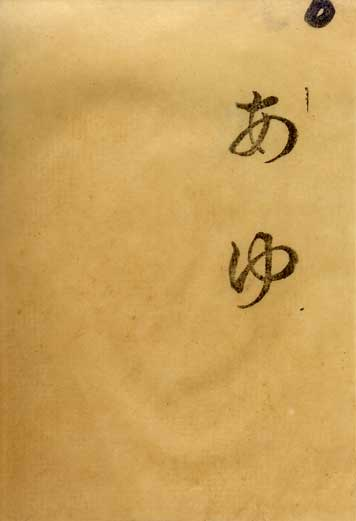
ふるや紙

雁皮を主原料とし、灰汁や柿渋で出来ており、何度も繊維を叩くことで高い吸水性がある。本来は金箔の製造工程の打ち前に利用されているが、高い吸水性から、使用後はあぶらとり紙として利用された。金箔の製造に長く使われたものほど吸水性が高い。そのため、使用年数が長いものほど高級とされ、10年以上使い、それ以上使えなくなった箔打紙がふるや紙と呼ばれ、最高級のあぶらとり紙となった。

## 歴史

### 江戸時代
歴史は金箔作りが始まった江戸時代頃まで遡る。元々は前述のように、金箔を延ばす際に、間に挟んで叩くのに使う箔打紙として使われた。だが、高い吸水性から、箔打紙としての役目を終えた後は京都の舞妓を中心に、化粧紙として使われるようになった。

### 現代
1970年代頃から、金箔の需要が急激に増え、従来の方法から、一度に大量生産が可能な断切箔が台頭し、ふるや紙の需要が減り、希少なものとなった。
しかしふるや紙を求める声は多く、1976年に株式会社箔一により、金箔作りを応用し、材料の一部を変更してかぶれの危険性を取り除いた上で販売。後にバブル期に突入し有名になり、他のメーカーでの販売も始まった。
今日では最高級の化粧紙として、贈答品として愛好されている。